# Rhipsalis floccosa
Rhipsalis floccosa es una especie de plantas en la familia Cactaceae. Es endémica de Argentina, Bolivia, Brasil, Paraguay, Perú y Venezuela. Su hábitat natural son los bosques de tierras bajas tropicales o subtropicales y áreas rocosas. Está tratada en peligro de extinción por pérdida de hábitat. Es una especie común en lugares localizados.
Es una planta perenne carnosa, cilíndrica-suspendida y con las flores de color blanco.

## Sinonimia
- Hariota floccosa
- Lepismium floccosum
- Rhipsalis pulvinigera
- Lepismium pulvinigerum
- Rhipsalis gibberula
- Lepismium gibberulum
- Rhipsalis tucamanensis
- Hariota tucamanensis
- Lepismium tucamanense
- Rhipsalis pittieri
- Lepismium pittieri
- Rhipsalis floculosa
- Rhipsalis hohenauensis
- Rhipsalis monteazulensis

## Fuente
- Taylor, N.P. 2002.  Rhipsalis floccosa.   2006 IUCN Red List of Threatened Species.    Bajado el 23-08-07.